# Palacete Gentil Braga
O Palacete Gentil Braga é um edifício tombado do Centro Histórico de São Luís, na rua Grande, tendo sido construído no século XIX, abrigando atualmente a Diretoria de Assuntos Culturais – DAC da Pró-Reitoria de Extensão e Cultura (PROEC) da Universidade Federal do Maranhão.

## Histórico
Construído no início do século XIX, em 1820, apresenta características "coloniais", mas sofreu diversas influência que resultaram no seu ecletismo, sendo conhecido pelos seus azulejos portugueses. Também é chamado de Palacete do Canto da Viração, ficando próximo da Praça Deodoro.
Foi residência de Gentil Braga, figura importante da literatura maranhense, poeta e escritor da metade do século XVIII, e do primeiro vice-cônsul inglês no Maranhão, John Hesket, em 1808.
No local, eram realizados saraus, reuniões e festas frequentadas por ilustres intelectuais que fizeram parte da história da nossa literatura maranhense, como Odorico Mendes, Gonçalves Dias, Sousândrade, João Lisboa, entre outros.
Em um projeto coordenado pela IPHAN e a UFMA, o prédio que sedia o DAC– Departamento de Assuntos Culturais da UFMA foi reformado em 2017, abrigando salas de aula, audiovisual, música, artes plásticas, biblioteca, administração e de consulta. O palacete também conta com uma galeria para exposições, sala de arquivo e pesquisas, além de um cineteatro.

## Características
Em sua fachada externa, os vãos tem arcos em linha gótica. As bandeiras destes vãos denotam uma influência barroca, com um trabalho em madeira e vidro, formando vitral.
As paredes seguem a linha colonial portuguesa, apresentam em seu revestimento azulejos (13 x 13 cm), típicos do Centro Histórico. No pátio interno, há uma "varanda" servindo de acesso para os cômodos, com barra de azulejos policrômicos portugueses, representando chineses.
Outra marcante característica do prédio é um mirante em torre (um dos dois únicos do gênero). As escadas são em cantaria, e o piso é intercalado em madeira e cerâmica.